# Rurociąg transarabski
Rurociąg transarabski (ang. Trans-Arabian Pipeline, Tapline) – były rurociąg na Bliskim Wschodzie, o długości 1720 km, przebiegający od Zatoki Perskiej (Arabia Saudyjska) do Morza Śródziemnego (Liban). W chwili ukończenia był najdłuższym rurociągiem na świecie i największą amerykańską inwestycją zagraniczną.

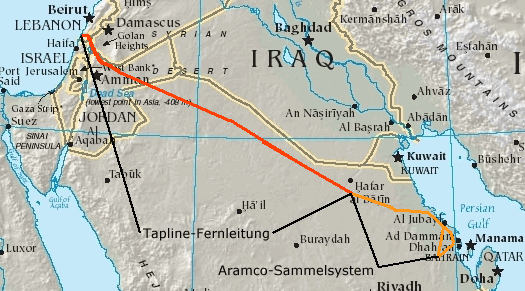
Przebieg rurociągu transarabskiego

## Geneza
W trakcie II wojny światowej Stany Zjednoczone w ramach Lend-Lease Act rozpoczęły szersze korzystanie z zasobów ropy naftowej Arabii Saudyjskiej – wówczas młodego kraju (9 lat od zjednoczenia, licząc do 1941, gdy powstał Lend-Lease Act) w złej sytuacji gospodarczej. W Arabii amerykańskie interesy (inwestycje i wydobycie) reprezentowała firma Arabian American Oil Company – ARAMCO, utworzona przez dwie amerykańskie firmy naftowe: Texaco i Southern California (później Chevron). Gdy wojna się zakończyła, zapotrzebowanie w USA spadło i konieczne było zwiększenie sprzedaży w Europie. Powstała więc potrzeba transportu wydobytego surowca na zachód. Tankowce płynące na zachód musiały opływać Azję Zachodnią pokonując samą zatokę Perską, Ocean Indyjski, Morze Czerwone i Kanał Sueski. Pokonanie tego dystansu zajmowało wówczas dodatkowe 12 dni. Co więcej, transport prywatnym Kanałem Sueskim kosztował 18 centów od każdej baryłki.
Sprawa przebiegu rurociągu przez terytorium Republiki Syryjskiej stanowiła również wątek serii zamachów stanu w Syrii w 1949 r.

## Budowa

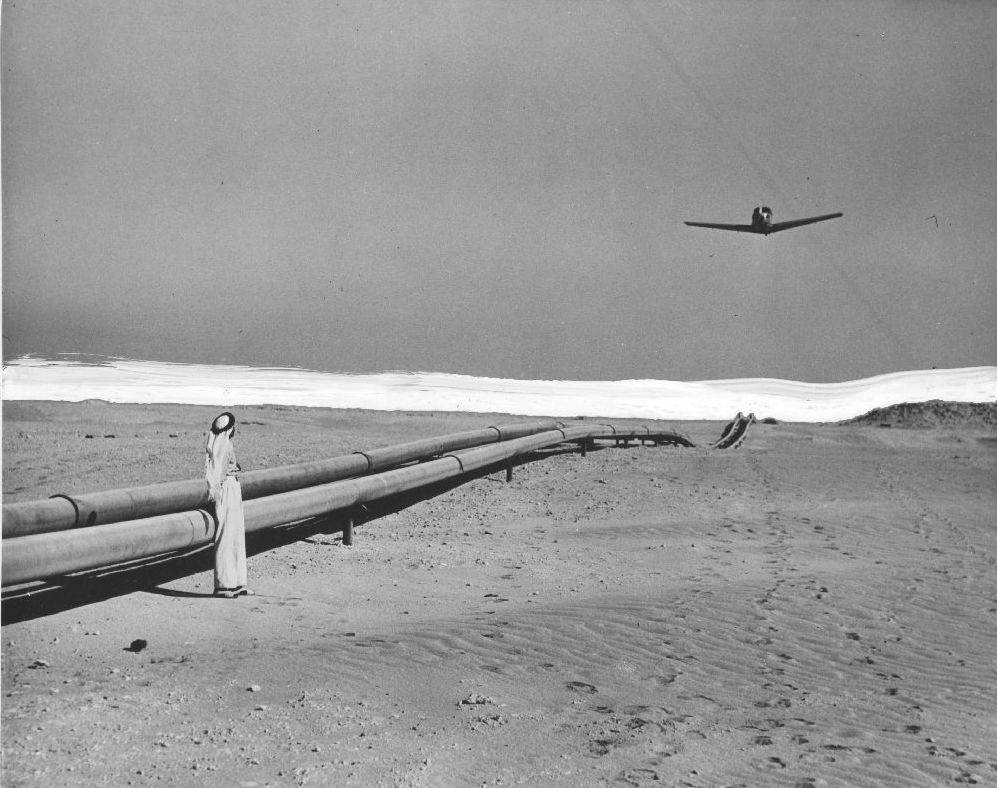
Przelot samolotu nad rurociągiem transarabskim, 1950

Projekt rurociągu powstał w 1945, na potrzeby którego utworzono spółkę celową Trans-Arabian Pipe Line Company, a którą zawiązały firmy tworzące już ARAMCO. Początkowo ARAMCO proponowało zakończenie rurociągu na terenie Palestyny, która od maja 1948 stała się jednak ogniskiem konfliktu arabsko-izraelskiego. Takiemu przebiegowi rurociągu sprzeciwiał się również król Arabii Saudyjskiej, Abd al-Aziz ibn Su’ud. Z tego powodu ustalono zakończenie konstrukcji w spokojniejszym Libanie, co podrażało jednak koszt inwestycji. ARAMCO zaproponowało więc współpracę dwóm innym amerykańskim koncernom naftowym: Standard Oil i Socony-Vacuum Oil Company (później: Mobil).
Umowę na budowę rurociągu podpisano 11 marca 1947. Budowa rozpoczęła się w tym samym roku, na polach naftowych Bukajk a wykonawcą była firma Bechtel (odpowiedzialna za ponad 1360 kilometrowy na terenie Arabii Saudyjskiej).
Z uwagi na niedostępność pustynnego terenu, budowa borykała się z wieloma przeszkodami technicznymi i logistycznymi. Rury rurociągu dostarczane były drogą morską, do portu Ras al-Miszab. Jednak jego wody były zbyt płytkie i uniemożliwiały cumowanie statków do nadbrzeża. W celu wyładunku rur zbudowano nadwodną konstrukcję pozwalającą na dostarczenie elementów ze statków oddalonych o 4,8 km od brzegu.
Na lądzie do transportu wykorzystano ponad 1500 ciężarówek ze specjalnymi, niskociśnieniowymi oponami. Na budowie pracowało ok. 30 000 ludzi.
Długość całkowita rurociągu wynosiła 1720 km. Średnica rur wynosiła 760 mm (30 cali) lub 790 mm (31 cali), których zużyto 256 000 ton. Przepustowość w początkowym okresie użytkowania wynosiła do 465 000-500 000 baryłek dziennie. Maksymalna wysokość na jakiej przebiegał, to 907 m n.p.m. (na terenie Arabii Saudyjskiej, na wschód od granicy z Jordanią).
Przebiegał od Ad-Dammamu nad Zatoką Perską (Arabia Saudyjska), przez Jordanię, południową Syrię, aż do libańskiego Sydonu nad Morzem Śródziemnym (Liban). Ropa do rurociągu była zbierana w obrębie pierwszych 507 km, na odcinku Ad-Dammam–Al-Kajsuma, z kilkunastu saudyjskich pól naftowych.
W Sydonie rurociąg kończył się terminalem załadunkowym dla tankowców (o przepustowości 39 000 baryłek na godzinę, maks. 59 000 baryłek/h), ok. 1,5 km od brzegu. Na miejscu znajdowała się również rafineria i zbiorniki o pojemności 180 000 baryłek każdy. W latach 60. XX dobudowano dwa kolejne zbiorniki, o poj. 500 000 baryłek każdy. Rurociąg i ruch tankowców zarządzany był z Bejrutu i Nowego Jorku.
Rafineria, obsługiwana wówczas przez Mediteranean Refinery Co., przetwarzała do 17 500 baryłek dziennie. Zamknięta została w 1989.
Teren terminalu i rafinerii (łącznie 2,2 mln m²) znajduje się obecnie pod zarządem Lebanon Oil Installations.

## Funkcjonowanie
Budowę ukończono 19 maja 1950. Pierwsza ropa dotarła do Sydonu 10 listopada 1950, a pierwszy tankowiec zapełniono 2 grudnia tego samego roku. Jeszcze tego samego roku król Arabii Saudyjskiej (za namową Wenezueli, która upatrywała w tym drogę do zwiększenia cen ropy) zażądał 50% udziałów w ARAMCO. W tym czasie do Europy płynęła już ropa z Iraku przez terminale w libańskim Trypolisie i palestyńskiej Hajfie, dzięki Iraq Petroleum Company – konsorcjum pięciu amerykańskich firm i Anglo-Persian Oil Company. Już rok później 80% ropy w Europie pochodziło z Bliskiego Wschodu, głównie z wydobycia amerykańskiego. Do końca 1965 roku terminal Tapline obsłużył 11 212 tankowców.
W latach 70. był często sabotowany, gdyż geograficznie znalazł się w obrębie różnych konfliktów: na wzgórzach Golan – wojna Jom Kipur, w Syrii – wojna sześciodniowa 1967, w Libanie – kryzys libański, wojna domowa. Wstrzymanie pracy rurociągu nastąpiło w 1975 r. Z uwagi na rosnące koszty utrzymania zaczął przegrywać z konkurencyjnym transportem supertankowcami.
W trakcie wojny libańskiej, 28 grudnia 1983, Trans-Arabian Pipe Line Company ogłosiło zakończenie eksploatacji libańskiego odcinka rurociągu (porzucony w styczniu 1984). Terminal i rafineria zostały przekazane rządowi Libanu. Od tej pory transportował on ropę jedynie do Jordanii. W 1990 Saudowie wstrzymali eksport ropy rurociągiem z uwagi na wsparcie Iraku przez Jordanię w czasie wojny w Zatoce Perskiej.